# Thomas Eisfeld
Thomas Eisfeld, född den 18 januari 1993, är en tysk professionell fotbollsspelare (mittfältare) som sedan 2015 spelar i VfL Bochum. Efter att ha spelat ungdomsfotboll i Borussia Dortmund och Arsenal skrev han 2014 på för Fulham.